# Kington (Worcestershire)
Pour les articles homonymes, voir Kington.
Kington est une localité anglaise située dans le comté du Worcestershire.